# Diclonius
Diclonius (лат.) — сомнительный род гадрозавров, окаменелые остатки которого были обнаружены в позднемеловых отложениях формации Джудит-Ривер (Judith River) в Монтане. Род описан исключительно по находкам изолированных зубов. 
Типовой вид, Diclonius pentagonus, был назван Эдвардом Дринкером Копом в 1876 году на основании единственного образца зуба (AMNH 3972). К другим видам, не получившими формального описания, относятся "D. calamarius" и "D. perangulatus".
Родовое название (в переводе означает «двойной проросток» или «двойной отросток») относится к методу замены зубов, при котором недавно прорезывающиеся сменные зубы могут функционально использоваться одновременно со старыми, более изношенными зубами. Таким образом, название отсылает к описанному Копом в той же статье цератопса Monoclonius («одиночный проросток»).

## Виды
Типовой вид:
- D. pentagonus Коуп, 1876 (тип); фрагментированные зубы, nomen dubium

Ранее упоминавшийся вид:
- "D. calamarius" Cope, 1876; зубы, nomen nudum
- D. mirabilis (Leidy, 1856) Cope, 1883; младший синоним Trachodon mirabilis
- "D. perangulatus" Cope, 1876; зубы, nomen nudum